# 李孝伯
李孝伯（？—？），趙郡平棘縣（今河北省石家莊市趙縣）人，出自趙郡李氏東祖，北魏官員。

## 生平
李孝伯父親李曾曾任趙郡太守、封爵柏仁懿子。李孝伯年少時承傳父業，博綜群言。李孝伯為人美風儀，動有法度。從兄李順向魏太武帝拓跋燾推薦，徵為中散。太武帝見李孝伯後以為奇人，向李順說：“真卿家千里駒也。”遷為秘書奏事中散，轉任侍郎、光祿大夫，賜爵南昌子，加建威將軍，委以軍國機密，甚見親寵。謀謨切秘，時人莫能知也。遷任北部尚書。以時常跟從太武帝征伐規略的軍功，進爵為壽光侯，加建義將軍。
太平真君十一年（450年），李孝伯因在彭城與劉宋長史張暢應答如流，風容閒雅，令張暢及左右甚相嗟歎。太武帝大喜，進李孝伯爵位為宣城公。興安二年（453年），出任使持節、散騎常侍、泰州刺史。其後於太安五年（459年）逝世，文成帝拓跋濬甚為悼惜，贈李孝伯為征南大將軍、定州刺史，諡號為文昭公。

## 家庭

### 父亲
- 李曾，北魏趙郡太守、柏仁懿子

### 兄弟
- 李祥，北魏中書侍郎、平棘憲子

### 夫人
- 清河崔氏，北魏平东将军、冀州刺史、清河侯崔赜之女
- 翟氏

### 子女
- 李元顯，母崔氏
- 李安人，母翟氏
- 李安上，母翟氏
- 李豹子
- 李氏，嫁北魏秘书监、固安懿伯卢渊
- 李氏，嫁北魏安东将军、秘书监、南阳文灵公郑羲
- 李氏，嫁北魏济阴郡太守魏悦

## 延伸阅读
[在维基数据编辑]
 《魏書·卷53》，出自魏收《魏书》
 《北史/卷033》，出自李延壽《北史》